# 吉岡茉祐と山下七海の ことだま☆パンケーキ
『吉岡茉祐と山下七海の ことだま☆パンケーキ』（よしおかまゆとやましたななみのことだまパンケーキ）は、2019年5月2日から隔週木曜日に音泉で配信されているラジオ番組。パーソナリティは吉岡茉祐と山下七海。
音泉プレミアム会員は、おまけ放送も聞くことができる。

## 概要
当番組は、声優の吉岡茉祐と山下七海の二人がやってみたいこと挑戦してみたいことをやってみようということがテーマのラジオ番組。パーソナリティ2人が番組内で発する願望を「ことだま」とし、実際に発した願望が番組内で実現されることが度々ある。
愛称は『ことパン』。

## コーナー
下記に紹介するコーナーはすべて、「kotopan@onsen.ag」もしくは公式ページ内の投稿フォームから投稿できる。
ことパン・胸キュンゼリフ
様々なシチュエーションでの胸キュンゼリフを投稿するコーナー。
山下七海"思い出の１ページ"
リスナーのみんなが"なぜか"知っている山下七海の子供の頃のエピソードを投稿するコーナー。
ことパン・ポエム
番組から出題されたお題でポエムを投稿するコーナー。
ときめきを私にください
パーソナリティの二人がときめくような言葉を送るコーナー。
劇団ことだま☆パンケーキ
吉岡茉祐作のミニドラマを２人で実演するコーナー。通称「劇だま」。
初回から第15回まではテーマを募集していたが、第16回放送回からドラマの冒頭の一文を送るコーナーに変更された。プレミアム用企画。
ことパン・ダイアログ！
スタジオ以外でのパーソナリティの二人の会話を聞いてもらうコーナー。プレミアム用企画。

### 過去のコーナー
アイドルまゆしぃ
質問文と回答を送り、架空のアイドルである「まゆしぃ」をみんなで作り上げていくコーナー
ことパン・胸キュン♡かるた
胸キュンなフレーズでかるたを作っていこう！という企画。週ごとに変わる頭文字から始まるフレーズを投稿する。

## ゲスト
第20回 - 林鼓子、白河みずな
第28回 - 中島由貴
第31回 - 豊田萌絵
第55回 - 会沢紗弥
第81回 - 宮原颯希、稗田寧々

## ディスコグラフィ

### わがまま☆パンケーキミックス
2020年2月26日に発売の「吉岡茉祐と山下七海の ことだま☆パンケーキ」のテーマソング。コミックマーケット97にて先行販売。
収録曲
1. わがまま☆パンケーキミックス
  - 作詞 - 吉岡茉祐 / 作曲 - 広川恵一 / 歌 - 吉岡茉祐、山下七海

2. わがまま☆パンケーキミックス (Instrumental)

## 公開録音
| 開催日        | イベント名                                        | 会場             | 備考           |
| ------------- | ------------------------------------------------- | ---------------- | -------------- |
| 2019年7月21日 | 吉岡茉祐と山下七海の ことだま☆パンケーキ 公開録音 | サイエンスホール | ゲスト：藤田茜 |